# 倭國與蝦夷、肅慎之戰
倭國與蝦夷、肅慎之戰是公元658年到660年的一場倭國与蝦夷族、在日本的肅慎族之间的戰爭，当时日本处于飛鳥時代。

## 經由
西元544年12月，肅慎人來到日本的佐渡島北部海岸（北陸地區）。不久後肅慎人攻入日本人的村落並大肆搶掠，村民全部慘遭罹難。
根据記載，肅慎部落在試探性的進攻日本。因為水土不服，肅慎人有時不得不退走。然而肅慎人仍一直不斷侵擾日本北部海岸地區，他們往往選擇掠奪村莊，並滯留一段時間，並沒有大規模入侵，可能只是為了掠奪財物和人口，當然也有可能只是為了占據航海中的一個落腳點。 

## 戰役
西元658年，日本飛鳥時代的將軍阿倍比羅夫負責管理當地事務，他是北陸地區越國的豪族也是受災戶。他率領180艘船的水軍討伐蝦夷。蝦夷酋長恩荷率津輕、渟代兩郡的蝦夷投降。阿倍比羅夫又帶兵和肅慎部落作戰，繳獲了2頭活棕熊和70張熊皮，回來獻給了天皇。
第二年，阿倍比羅夫再次擊敗蝦夷，征服了大合飽田、渟代、津輕、膽振的蝦夷族，隨後在北海道的後方羊蹄地區設立郡領，以統治蝦夷並且在設置官吏後，他繼續攻打肅慎部落，俘虜了39人後返回進獻。
西元660年，阿倍比羅夫聚集200艘戰船，開始大規模討伐肅慎。他的軍隊在北海道的石狩川遭遇到肅慎部隊。阿倍比羅夫向渡島的蝦夷人求助，對方派出了1000人前來增援。與肅慎相持之時，阿倍偵察到對方20多條船，又再向幣賄弁島部落求援，於是便把肅慎軍隊徹底圍困起來。
見勢不妙的肅慎人前來求和，結果被阿倍比羅夫拒絕，他們便據寨守衛。倭軍見時機成熟，發動了強攻。戰鬥在城寨展開，雙方激烈肉搏。進攻中，倭軍的能登臣，馬身龍等將領被殺死。肅慎人見敗局已定，儘管戰鬥尚未完全結束，他們就已經先殺死了自己的妻子孩子，然後戰鬥至死。
阿倍獲勝後，又一次把肅慎俘虜獻給朝廷。從此以後肅慎部落的不再入侵日本列島，直到1019年刀伊入寇。

## 外部連結
- https://miko.org/~uraki/kuon/furu/text/syoki/syoki19.htm#sk19_09 （页面存档备份，存于）
- https://miko.org/~uraki/kuon/furu/text/syoki/syoki26.htm#sk26_06 （页面存档备份，存于）